# Alberto Coyote
Héctor Alberto Coyote Tapia (Tepic, 26 de março de 1967) é um ex-futebolista mexicano que atuava como meiocampista. É um dos maiores jogadores da história do Club Deportivo Guadalajara, com 272 partidas disputadas.[carece de fontes?]